# Monte Calvo (Simbruini)
Il Monte Calvo (1.591 m s.l.m.) è un rilievo dei monti Simbruini, nel Lazio, nella provincia di Roma, nel comune di Subiaco.  

## Descrizione
Dalle cima la vista spazia verso i Monti Affilani, Monti Ruffi, Monti Lucretili, e nelle limpide giornate invernali, fino ai Monti Lepini e ai Castelli Romani.
Il monte Calvo può essere raggiunto in circa due ore di cammino da Vignola (Subiaco) percorrendo l'itinerario 671A, che tocca anche l'area archeologica del monastero di Santa Chelidonia.